# Amsinckia tessellata
Amsinckia tessellata là loài thực vật có hoa trong họ Mồ hôi. Loài này được A.Gray mô tả khoa học đầu tiên năm 1875.